# یان اولسون (بازیکن فوتبال، زاده ۱۹۴۴)
یان اولسون (سوئدی: Jan Olsson؛ ۱۸ مارس ۱۹۴۴ – ۱۸ مهٔ ۲۰۲۳) بازیکن فوتبال اهل سوئد بود که در پست هافبک بازی می‌کرد.
از باشگاه‌هایی که وی در آنها بازی کرده‌، می‌توان به باشگاه فوتبال اشتوتگارت اشاره کرد. وی همچنین در تیم ملی فوتبال سوئد بازی کرده‌است.
اولسن در ۱۸ مهٔ ۲۰۲۳، در سن ۷۹ سالگی درگذشت.